# المستقر الشمسي
| المستقر الشمسي                                        |
| ----------------------------------------------------- |
| المطلع المستقيم: 18سا 28د 0ث، الميل الزاوي: 30° شمالًا |
| مضاد المستقر الشمسي                                   |
| المطلع المستقيم: 6سا 28د 0ث، الميل الزاوي: 30° جنوبًا  |

المستقر الشمسي أو الرأس الشمسي أو مُتَّجَه الشمس أو وجهة الشمس (بالإنجليزية: Solar apex)‏، نقطة في الكرة السماوية تتجه نحوها الشمس وتقع على بعد 10 ° إلى جنوب غربي نجم النسر الواقع، سرعة الشمس تكون قرابة 20 كم/ثا. لا ينبغي الخلط بين هذه السرعة والسرعة المدارية للشمس حول مركز المجرة، والتي تبلغ سرعتها 220 كم/ثا.